# AGO C.IV
L'AGO C.IV était un biplace de reconnaissance allemand de la Première Guerre mondiale.

## AGO C.IV
Biplan biplace de reconnaissance apparu sur le front début 1917, cet appareil se différenciait radicalement des précédentes productions de la firme AGO Flugzeugwerke : Hélice tractrice (propulsive sur les modèles précédents), fuselage en tubes d’acier, voilure en bois, revêtement de contreplaqué à l’avant du fuselage, entoilé pour le reste de l’appareil. Cet avion pêchait par une construction compliquée, et ne fut donc fabriqué qu'à 70 exemplaires. De plus, il était considéré comme rapide mais instable.
Il était armé d'une mitrailleuse LMG 08/15 synchronisée de 7,92 mm et d'une Parabellum de même calibre sur pivot au poste arrière.

## AGO C.VII
Version du C.IV à moteur Benz Bz IV qui ne fut pas construit en série.

## AGO C.VIII
Version du C.IV à moteur Mercedes D.IVa qui ne fut pas construit en série.